# ساليفو إبراهيم
ساليفو إبراهيم (بالإنجليزية: Salifu Ibrahim)‏ هو لاعب كرة قدم غاني، ولد في 6 يونيو 2000 في Abofour ‏ في غانا. لعب مع هارتس أوف أوك.